# Boule-d'Amont
Boule-d'Amont (in catalano Bula d'Amunt)  è un comune francese di 58 abitanti situato nel dipartimento dei Pirenei Orientali nella regione dell'Occitania.

## Geografia fisica

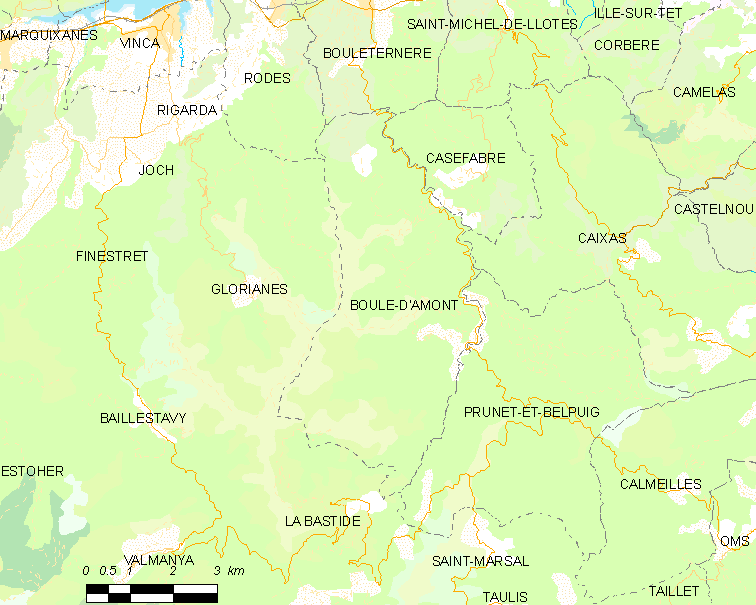
Situazione di Boule-d'Amont

## Società

### Evoluzione demografica
Abitanti censiti